# Mikkelsen Harbor
Der Mikkelsen Harbor ist eine kleine Bucht an der Südküste der Trinity-Insel im Palmer-Archipel vor der Westküste des antarktischen Grahamlands. Sie liegt zwischen dem Kap Skottsberg im Westen und dem Borge Point im Osten.
Entdeckt wurde die Bucht bei der Schwedischen Antarktisexpedition (1901–1903) unter der Leitung Otto Nordenskjölds. Weder der Zeitpunkt der Benennung noch der Namensgeber sind gesichert. Wahrscheinlich ist eine Namensgebung um das Jahr 1913 durch den schottischen Geologen David Ferguson (1857–1936), der zwischen 1913 und 1914 eine Vermessung der Bucht vornahm. Als Namensgeber kommen der dänische Polarforscher Ejnar Mikkelsen (1880–1971), der norwegische Walfänger Peder Mikkelsen († 1910), laut Stewart aber vor allem Otto H. Mikkelsen in Frage. Letzterer war ein norwegischer Taucher, der den beschädigten Rumpf des Forschungsschiffs Pourquoi Pas? des französischen Polarforschers Jean-Baptiste Charcot am 8. Dezember 1908 unweit der norwegischen Walfangstation auf Deception Island inspizierte.